# Leo Herzberg-Fränkel
Leo Herzberg-Fränkel (* 19. September 1827 in Brody, Ostgalizien; † 5. Juni 1915 in Teplice, Böhmen) war ein österreichischer Schriftsteller und Journalist. 

Herzberg-Fränkel hatte 1848/49 an der Revolution in Wien teilgenommen. Unter anderem war er politischer Korrespondent der Neuen Freien Presse und von 1852 bis 1896 Sekretär der Handels- und Gewerbekammer in Brody. Herzberg-Fränkel war der Vater von Sigmund Herzberg-Fränkel (1857–1913), der zwischen 1893 und seinem Tod Professor für allgemeine Geschichte an der Franz-Josephs-Universität Czernowitz war.

## Veröffentlichungen (Auswahl)
- Polnische Juden: Geschichten und Bilder. Hilberg, Wien 1867.
- Abtrünnig: ein Lebensbild aus Galizien. Engel, Berlin 1889 (= Mendelssohn-Bibliothek. Band 5).
- Geheime Wege: Erzählung. Jakob B. Brandeis, Prag 1895 (= Jüdische Universal-Bibliothek. Band 2–3).